# 杜来河
28°4′45″N 96°31′43.5″E / 28.07917°N 96.528750°E
杜来河（藏語：ཏུ་ལན་ཆུ།，罗马字母拼写：Dulain He，英语：Delei River）也作杜莱曲，一条流经中华人民共和国西藏自治区林芝市察隅县与印度阿鲁纳恰尔邦安娇县等地区的河流，是鲁希特河的右岸支流。杜来河发源于中印边境实际控制线附近，蜿蜒向南，流经查格拉玛（Chaglagam）、米东拉（Metengliang）等地，于哈尤良（Hayuliang）以西汇入鲁希特河。杜来河大部分位于中国与印度争议的藏南地区，是中华人民共和国民政部第二批增补藏南地区公开使用地名中的一个。 